# Lawrence Klein
Lawrence Klein (anglès: Lawrence Robert Klein)  (Omaha, 14 de setembre de 1920 - Gladwyne, 20 d'octubre de 2013) fou un economista nord-americà guardonat amb el Premi del Banc de Suècia de Ciències Econòmiques en memòria d'Alfred Nobel l'any 1980.

## Biografia
Va néixer el 14 de setembre de 1920 a la ciutat d'Omaha, població situada a l'estat nord-americà de Nebraska. Va estudiar càlcul infinitesimal al Los Angeles City College, i el 1942 es graduà en economia a la Universitat de Berkeley i el 1944 es doctorà a l'Institut Tecnològic de Massachusetts. Posteriorment treballà a la Universitat de Chicago, Michigan, Oxford i finalment la de Pennsilvània. El 1976 es convertí en conseller econòmic de Jimmy Carter de cara a les eleccions presidencials, però declinà formar part del govern presidit per aquest.

## Rercerca
Precursor dels models macroeconomètrics a partir de les idees exposades per Jan Tinbergen, deferí d'aquest usant una teoria econòmica alternativa i una tècnica estadística diferent. El 1969 creà el projecte «Link», que coordina l'estudi econòmic d'un bon nombre de països i permet elaborar una previsió conjuntural sobre el flux de capital i el comerç a escala mundial. L'any 1980 li fou concedit el Premi del Banc de Suècia de Ciències Econòmiques «per la formulació de models economètrics»'.

## Obra
- 1946: The Keynesian Revolution
- 1950: Economic Fluctuations in the United States, 1921-41
- 1955: An Econometric Model of the United States, 1929-52
- 1967: The Wharton Econometric Forecasting Model
- 1973: A Textbook of Econometrics
- 1975: The Brookings Model
- 1976: Econometric Model Performance
- 1982: Econometric Models As Guides for Decision Making
- 1983: The Economics of Supply and Demand
- 1995: Economics, Econometrics and The LINK